# Mexico International 2002
Die Mexico International 2002 im Badminton fanden vom 7. November bis zum 10. November 2002 in Toluca statt.

## Sieger und Platzierte
| Disziplin    | Gold                              | Silber                             | Bronze                                      |
| ------------ | --------------------------------- | ---------------------------------- | ------------------------------------------- |
| Herreneinzel | Tjitte Weistra                    | Eric Go                            | Guilherme Pardo                             |
| Herreneinzel | Tjitte Weistra                    | Eric Go                            | Martyn Lewis                                |
| Dameneinzel  | Kelly Morgan                      | Sandra Jimeno                      | Lorena Blanco                               |
| Dameneinzel  | Kelly Morgan                      | Sandra Jimeno                      | María de la Paz Luna Félix                  |
| Herrendoppel | Matthew Hughes Martyn Lewis       | Guilherme Kumasaka Guilherme Pardo | Mike Chansawangpuvana Eric Go               |
| Herrendoppel | Matthew Hughes Martyn Lewis       | Guilherme Kumasaka Guilherme Pardo | Mathew Fogarty Dean Schoppe                 |
| Damendoppel  | Felicity Gallup Joanne Muggeridge | Sandra Jimeno Doriana Rivera       | Lorena Blanco Valeria Rivero                |
| Damendoppel  | Felicity Gallup Joanne Muggeridge | Sandra Jimeno Doriana Rivera       | Veronica Estrada María de la Paz Luna Félix |
| Mixed        | Tjitte Weistra Doriana Rivera     | Matthew Hughes Joanne Muggeridge   | Bernardo Monreal Laura Amaya                |
| Mixed        | Tjitte Weistra Doriana Rivera     | Matthew Hughes Joanne Muggeridge   | Rodrigo Pacheco Lorena Blanco               |